# Allocotocera flavicoxa
Allocotocera flavicoxa är en tvåvingeart som beskrevs av Freeman 1951. Allocotocera flavicoxa ingår i släktet Allocotocera och familjen svampmyggor. Inga underarter finns listade i Catalogue of Life.